# 伊曼紐·克拉塞
伊曼紐·克拉塞（英語：Emmanuel Clase，1998年3月28日—），為美國職棒大聯盟的投手，目前效力於克里夫蘭守護者。他先前曾效力於德州遊騎兵。

## 職業生涯
2011年2月，克拉塞以國際自由球員身分加盟教士。

### 德州遊騎兵
2018年5月7日，教士將克拉塞做為日後指定球員交易到遊騎兵，完成Brett Nicholas的交易案。
2019年8月2日，克拉塞登上大聯盟。他在初登板主投1+2⁄3局無失分。整季他拿下2勝3敗，防禦率2.31。他的卡特球均速可來到時速99.2英里，為全大聯盟最快。

### 克里夫蘭守護者
2019年12月15日，遊騎兵將克拉塞和Delino DeShields Jr.交易到印地安人，換來柯瑞·克魯伯及現金。2020年5月1日，克拉塞因為被驗出禁藥而遭到禁賽80場比賽。加上2020年賽季因COVID-19疫情導致縮水，最終克拉塞整年沒有留下大聯盟出賽記錄。
2021年8月，他單月6次救援機會全部守成，防禦率僅0.95，最終順利拿下美聯單月最佳救援投手。2022年4月2日，守護者和克拉塞簽下5年2,000萬美元的合約。
2022年7月，克拉塞生涯首度入選明星賽。他在第9局登板，主投1局無失分，幫助美聯拿下勝利。整季他拿下3勝4敗，防禦率1.36，並以42次救援成功成為美聯救援王。

## 外部連結
- 球員資訊和成績在MLB ，ESPN ，Retrosheet ，Baseball Reference ，Fangraphs ，The Baseball Cube （英文）
- 伊曼紐·克拉塞的Instagram帳戶